# Styringomyia annulipes
Styringomyia annulipes är en tvåvingeart som först beskrevs av Günther Enderlein 1912.  Styringomyia annulipes ingår i släktet Styringomyia och familjen småharkrankar. Inga underarter finns listade i Catalogue of Life.